# Teodor Kračun
Teodor Kračun (szerbül Теодор Крачун Kamanc ?  – Karlóca 1781. április 10.) vajdasági szerb festő, a 18. századi barokk művészet kiemelkedő ikonkészítője.

## Művészete
A Habsburg Birodalom déli területére a török megtorlás elől menekülő szerbek templomokat építhettek és ebben a térségben szabadon kibontakozhatott az úgynevezett "szláv" barokk művészet. Festőiskolák nem alakultak ki, mert a megrendeléseket vándorló ikonfestők elégítették ki. Az ő munkásságukra azonban hatott a magyar, az osztrák festészet és az ukrán ikonfestészeti hagyomány. A 18. században több már név szerint is ismert szerb ikonfestő tűnt fel. Ekkor már bevett gyakorlat, hogy szignálják és évszámmal is ellátják műveiket. A neveket számos írott forrás is megőrizte és Teodor Kračun mellett Hristofor Žefranović, Jovan Grabovan, Jovan Popović, Vasilije Ostojić, Mihajlo Živković, Nikola Nešković, Jov Vasiljević, Dimitrij Bačević, Teodor Dimitrijević, Janko Halkozović, Arsa Teodorović és Jakov Orfelin munkássága tekinthető még jelentősnek.

## Ismert alkotásai

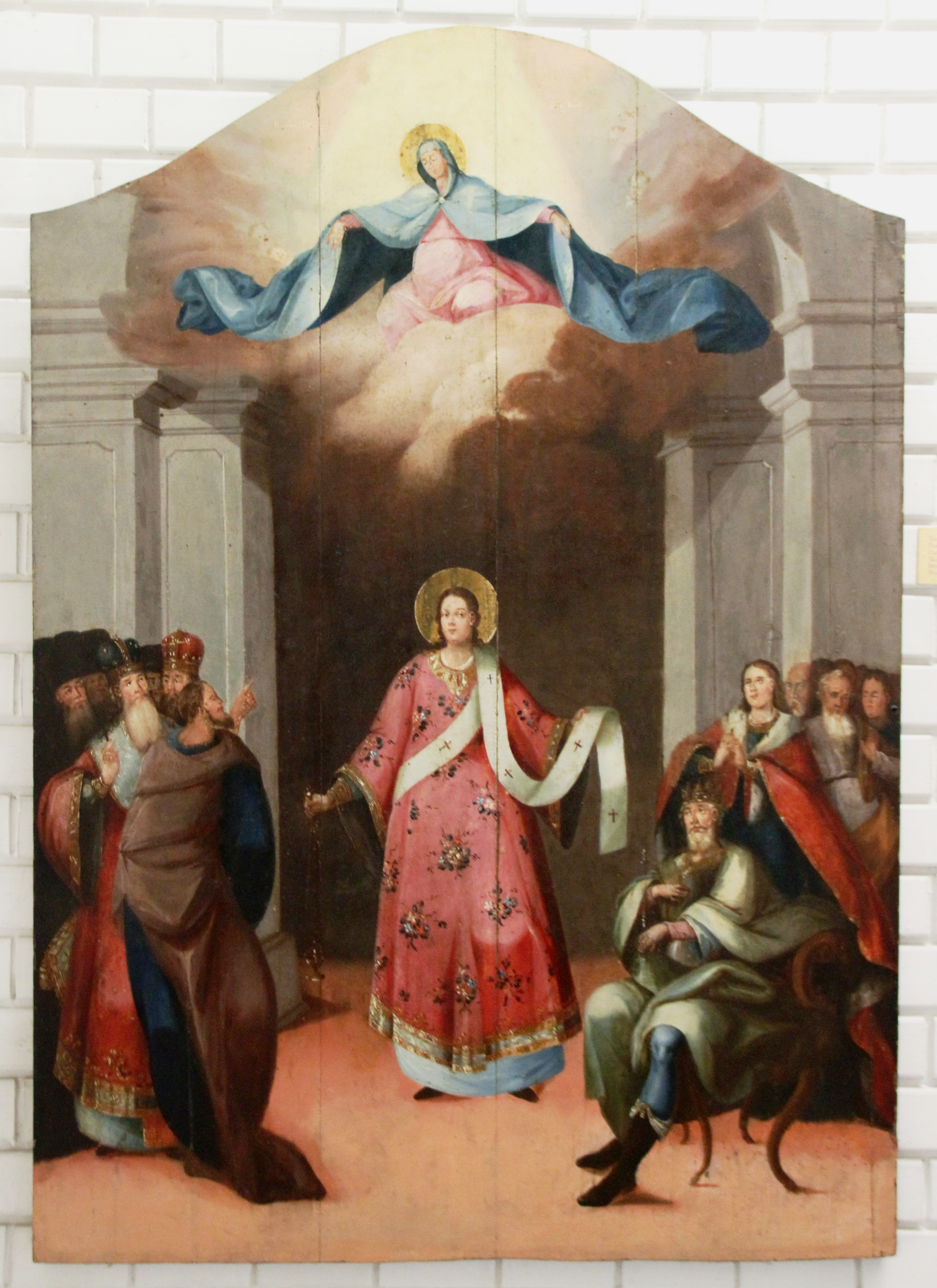
Alkotása a szentendrei Szerb Egyházi Múzeumban

- Zombori Szent György templom Mártír ikonosztáz. (1771)[2]

- Szávaszentdemeteri Sveti Stefan templom oltára. (1775)[3]
- Sziszek templomának ikonosztáza. (1779)[4]
- Jézus Krisztus ikonosztáz (1780) A karlócai Szent Miklós-székesegyház részére készült.[5][6]